# Clark Parent
Jean Jacques Clark Parent este un scriitor și muzician haitian. S-a născut la Petion-Ville, Haiti pe 17 octombrie, 1951.
1. ↑  Autoritatea BnF, accesat în 31 martie 2017